# Zenon (Software)
Zenon (Eigenschreibweise: zenon) ist ein Software-System des Softwareherstellers COPA-DATA GmbH für die industrielle Automatisierung und die Energiebranche. Benannt wurde die Software nach dem Philosophen Zenon von Elea.

## Einsatz
Zenon ist ein offenes und unabhängiges Software-System, das weltweit von Unternehmen aller Größen zur Prozessvisualisierung, als Maschinenbediensystem (HMI) oder als Prozessleitsystem (SCADA) eingesetzt wird.
Zur Zenon-Produktfamilie gehören:
- Operator
- Supervisor
- Analyzer
- Zenon Logic
- Straton Soft PLC

Hauptmerkmale
- Da eine Treiberbibliothek, die zahlreiche Kommunikationsprotokolle unterstützt, mitgeliefert wird,[2] können Speicherprogrammierbare Steuerung mit verschiedensten Typen Daten austauschen.
- Sofern die Grundprojektierung richtig erstellt wurde, können Änderungen in umfangreichen Projekten getätigt werden
- Anpassung der Oberfläche (Farben, Schriften, Formen etc.)
- Filterung der Daten

### Zenon Editor
Der Zenon Editor ist die Applikation, mit welcher die Visualisierung projektiert werden kann. Hier wird z. B. auch der Treiber zur SPS projektiert. Dadurch können Werte der SPS zur Steuerung der Visualisierung verwendet werden.
Der Zenon Editor ist über Module aufgebaut, wobei diese jeweils einen bestimmten Verwendungszweck erfüllen. Je nach Art des Projektes ergibt sich, welche Module zur Verwendung kommen.
Im Zenon Editor werden Projekte modular projektiert. Wenn der Grundaufbau entsprechend erstellt wurde, lassen sich projektweite Änderungen simpel realisieren.

### Zenon Runtime
Die Zenon Runtime ist die Applikation, die am endgültigen Produktivsystem betrieben wird. Im Zenon Editor wird das Projekt kompiliert, wodurch das Runtime Projekt erstellt wird. Die Visualisierung startet zusammen mit der Runtime. Die Runtime ist also die Applikation in der die Werte der Steuerung angezeigt werden bzw. das System gesteuert wird.

### Zenon Editor & Runtime
Mit dem Zenon Editor hat man außerdem die Möglichkeit, das Aussehen der Benutzeroberflächen anzupassen. Farbauswahl, Schriften etc. werden im Editor eingestellt. Um das ganze modularer zu gestalten, existieren hierfür Farbpaletten, welche man definieren und bei Bedarf umschalten kann. Außerdem existieren Stile, mit welchen für alle Elemente die jeweiligen Farben, Schriften etc. festgelegt werden können.
Der Zenon Editor ist auch dafür ausgelegt substituierte Elemente zu erstellen. Durch Substitution muss beispielsweise nicht pro Motor eine Übersichtsseite erstellt werden, sondern eine Übersichtsseite wird mittels verschiedener Parameter beim Öffnen jeweils mit verschiedenen Werten gefüttert. Dadurch wird Speicherplatz gespart und die Übersicht über ein Großprojekt bleibt erhalten. Um den Überblick nicht zu verlieren, werden teilweise Vorschaumechanismen angeboten, um das Ergebnis vorab kontrollieren zu können.
Außerdem können durch einen groß ausgebauten Filtermechanismus gezielt verschiedenste Daten angezeigt werden, was das Arbeiten an der endgültigen Anlage erleichtert. Sollte das nicht ausreichen, existiert der Zenon Analyzer, welcher detailreiche Datenanalysen liefert.

### Straton
Straton ist der Teil der Suite, mit welchem eine SPS programmiert werden kann, ohne eine Fremdsoftware erwerben zu müssen. Auch hier stehen die Treiber für verschiedenste SPS-Hersteller zur Verfügung. Folgende Sprachen sind verfügbar: ST, IL, FBD, SFC, LD.

### Zenon Logic
Dies ist die integrierte Soft SPS.

### Zenon Analyzer
Beim Zenon Analyzer handelt es sich um eine zukaufbare Applikation, bei der sich alles um das Analysieren, Verbreiten und Präsentieren von Daten dreht.

### Smart Checklist
Mit der Smart Checklist steht ein Erweiterungsmodul zur Verfügung, das es ermöglicht eine Benutzerführung zu integrieren. Mit dem Modul ist es möglich den Bediener Schritt für Schritt durch einen Arbeitsprozess zu führen. Die Eingaben des Bedieners können erfasst und als Protokollierung der durchgeführten Arbeitsschritte weiter verwendet werden.

## Verbreitung
Zenon wird in 8 Sprachen ausgeliefert:
- Deutsch
- Englisch
- Französisch
- Chinesisch
- Spanisch
- Italienisch
- Russisch
- Tschechisch

Laut Infografik zum Zenon Release 8 hatte Zenon damals 135.000 Installationen und einen Vertrieb bzw. Support in 47 Ländern.

## Branchen
Zenon wird in folgenden Branchen eingesetzt:
- Automobilindustrie
- Anlagenbau und Produktion
- Maschinenbau
- Gebäudeautomation
- Nahrungs- und Genussmittel
- Pharmazeutische Industrie
- Energiewirtschaft & Infrastruktur
- Wasser/Abwasserbehandlung

## Auszeichnungen
- 2005 – Während der 54. Weltausstellung für Innovation, Forschung und neue Technologien in Brüssel (EUREKA Show) wird die französische COPA-DATA Tochter COPALP mit der Silbermedaille für das Steuerungssystem straton ausgezeichnet.
- 2007 – Zenon wird von Frost & Sullivan mit dem „Product Innovation of the Year Award“ prämiert.
- 2008 – SIG Combibloc Group gewinnt auf Basis von Zenon den Red Dot Design Award für das benutzerfreundlichste und ästhetischste HMI.[4]
- 2011 – Die zenon Energy Edition wird zum Produkt des Jahres gewählt (Fachmagazin Control Engineering Polska).[5]
- 2012 – zenon 7 wird als innovativstes Produkt des Jahres ausgezeichnet (Fachmagazin AUTlook, Österreich).[6]
- 2016 – Microsoft Partner of the Year (Public Sector: Microsoft CityNext)[7][8]
- 2017 – Microsoft Partner of the Year (Internet of Things)[9][10]